# 25 de Mayo (navio)
O 25 de Mayo foi um navio a vapor de casco de ferro operado pela Armada Argentina, capturado pelos paraguaios durante a Guerra do Paraguai. Com 110 toneladas e uma máquina a vapor de 28 cavalos de potência, o navio atuou nas batalhas ao longo do rio Paraná. Após ser capturado pelos paraguaios, o 25 de Mayo participou de várias operações, incluindo o saque de cidades e batalhas contra forças brasileiras. No entanto, após ser severamente danificado, o navio foi resgatado e devolvido à Argentina, mas, devido ao estado crítico, foi considerado inutilizável. O destino final do navio permanece desconhecido.

## História
Com 110 toneladas de deslocamento, 37 metros de comprimento, 5 metros de boca, 4,75 metros de pontal e calado médio de 1,8 metros, o 25 de Mayo possuía uma máquina a vapor com potência de 28 cavalos de potência. Sua vela era do tipo escuna, com dois mastros. Em termos de armamento, em 1859 o navio contava com nove canhões de 12 libras e, em 1860, seis canhões de 16 libras e um de 6 libras.
O 25 de Mayo apareceu pela primeira vez nos registros argentinos como um navio de guerra da frota de Buenos Aires em 1859. Em 13 de abril de 1865, quando o 25 de Mayo e o Gualeguay estavam em Corrientes, ambos foram capturados após um ataque da frota paraguaia composta pelos navios Tacuari, Ygurey, Paraguari, Marqués de Olinda e Yporá. Diante da situação de aproximação da frota paraguaia ao porto, o comandante do 25 de Mayo não tomou medidas imediatas, e a tripulação foi afastada de suas estações de batalha. Como resultado, o navio foi cercado pelos Ygurey e Yporá. Os soldados paraguaios dispararam, e, apesar de uma tentativa de contra-ataque, a tripulação argentina foi rapidamente dominada. O comandante e outros 49 membros da tripulação foram feitos prisioneiros, com 28 mortos e apenas seis escapando.

Em 20 de fevereiro de 1866, o 25 de Mayo e o Gualeguay partiram com mil soldados paraguaios em direção a Itatí, ao longo do rio Paraná. Quando chegaram, o exército inimigo recuou, permitindo que os paraguaios saqueassem e destruíssem a cidade e seu acampamento. Após isso, o Gualeguay permaneceu na área, enquanto os outros dois navios retornaram a Humaitá. No final de outubro de 1867, as tropas brasileiras avançaram para atacar Tayí. Em 30 de outubro, o 25 de Mayo e o Olimpo atacaram e dispersaram uma patrulha brasileira. No entanto, em 2 de novembro, o 25 de Mayo foi severamente danificado durante a batalha em Tayí. Em janeiro de 1869, com a ocupação de Assunção, o 25 de Mayo foi encontrado e, em março do mesmo ano, devolvido à Armada Argentina. O navio foi rebocado até Buenos Aires, mas, devido ao péssimo estado de conservação, foi considerado inutilizável até como casco. O destino final do 25 de Mayo permanece desconhecido.